# Krosnowski Hrabia

Herb Ignacego Krosnowskiego z 1791 roku

Herb Marcelego Krosnowskiego z 1840 roku

Krosnowski Hrabia − polski herb szlachecki, hrabiowska odmiana herbu Junosza.

## Opis herbu
Opis z wykorzystaniem klasycznych zasad blazonowania:
Herb hr. Ignacego Krosnowskiego z 1791, Krosnowski I Hrabia: Tarcza francuska, nowoczesna, dzielona w krzyż z tarczą sercową. W polu sercowym, czerwonym, na murawie zielonej baran kroczący, zbroczony krwią z wzniesioną prawą przednią nogą (Junosza); w polu I, błękitnym, podkowa srebrna z zaćwieczonym na barku krzyżem kawalerskim złotym i takimż krzyżem między ocelami (Lubicz); w polu II, błękitnym, między trzema podkowami 2 i 1, srebrnymi, górne barkami ku sobie, miecz srebrny o rękojeści złotej, ostrzem w dół (Belina); w polu III, czerwonym, rogacina roztłuczona srebrna (Odrowąż); w polu IV, błękitnym, zawiasa kotłowa srebrna, nad którą miecz srebrny o rękojeści złotej ostrzem w dół (Nowina). Nad tarczą korona hrabiowska, nad którą 5 hełmów z klejnotami. Klejnot I: pięć piór strusich, srebrnych między czerwonymi, klejnot II: pięć piór strusich, błękitnych między srebrnymi; klejnot III: ramię zbrojne z mieczem, wzniesionym do cięcia; klejnot IV na ogonie pawim rogacina roztłuczona w pas, srebrna; klejnot V: noga zbrojna srebrna w bucie z długą cholewą czarnym, z ostrogą. Labry I i IV czerwone, podbite srebrem, II, III i V błękitne, podbite srebrem. Trzymacze: z prawej rycerz w zbroi i hełmie srebrnych, podtrzymujący tarczę lewą ręką, w prawej wsparty na kopii złotej, przepasany spódniczką czerwoną o frędzlach złotych, z mieczem w pochwie na rapciach czerwonych; z lewej gryf złoty, wspięty, ukoronowany. Całość na postumencie w formie fragmentu murawy.
Herb hr. Marcelego Krosnowskiego z 1840, Krosnowski II Hrabia: W polu czerwonym, baran srebrny na murawie zielonej. Nad tarczą korona hrabiowska nad którą hełm z klejnotem: pięć piór strusich, srebrnych między czerwonymi. Labry czerwone, podbite srebrem. Trzymacze jak w herbie Ignacego.

## Najwcześniejsze wzmianki
Tytuły hrabiowskie w Galicji otrzymały dwie linie Krosnowskich herbu Junosza. Jako pierwszy tytuł z herbem złożonym otrzymał Ignacy Krosnowski 17 kwietnia 1791. Nie zachowały się zapisy stwierdzające podstawy tego nadania. Druga linia otrzymała tytuł i herb będący Junoszą z oznakami hrabiego (Obdarowany wyraźnie zaznaczył aby herby obu linii hrabiowskich były inne) w osobie Marcelego Wincentego Antoniego 21 sierpnia 1840. Podstawą nadania, a właściwie potwierdzenia tytułu, było uznanie ojca, Antoniego za hrabiego w guberni podolskiej w 1802. Marceli Wincenty zmarł bezpotomnie.

## Symbolika
Herb z 1791 pozwala odczytać skróconą genealogię przodków ojczystych Ignacego Krosnowskiego. Z nieznanych przyczyn jest ona cofnięta o jedno pokolenie. Pole I przedstawia herb babki, Barbary Łozińskiej, pole II herb prababki, Marianny Czechowskiej, pole III praprababki, Jadwigi Kietlińskiej, pole IV prapraprababki, Zofii Krzysztoporskiej.

## Herbowni
Jedna rodzina herbownych:
graf von Krosnowski.